# Codici ICAO Y
Formato delle voci elencate:
ICAO (IATA) - Nome dell'aeroporto, Nome della città (nome originale [eventuale]), Nome della regione geografica [eventuale]

## Y - Australia

### YA
- YABA (ABA) Aeroporto di Albany, Albany, Australia Occidentale 34°57′S 117°48′E[1]
- YAGD (AUD) Aeroporto di Augustus Downs, Augustus Downs 18°40′S 139°56′E
- YALA (MRP) Aeroporto di Marla, Marla 27°02′S 133°07′E
- YAMB Base Aerea Amberley (RAAF), Ipswich, Queensland 27°39′S 152°43′E[2]
- YAMC (AXC) Aeroporto di Aramac, Aramac 23°05′S 145°15′E
- YAMT (AMT) Aeroporto di Amata, Amata 26°12′S 131°07′E
- YAPH (ABH) Aeroporto di Alpha, Alpha, Queensland 23°42′S 146°35′E[3]
- YARA (ARY) Aeroporto di Ararat, Ararat, Victoria 37°17′S 142°56′E[4]
- YARG (GYL) Aeroporto di Argyle, Lago Argyle 16°38′S 128°27′E[5]
- YARM (ARM) Aeroporto di Armidale, Armidale, Nuovo Galles del Sud 30°32′S 151°37′E[6]
- YARY (AAB) Aeroporto di Arrabury, Arrabury 26°45′S 141°00′E
- YATN Aeroporto di Atherton, Atherton 17°16′S 145°31′E
- YAUR (AUU) Aeroporto di Aurukun Mission, Aurukun Mission 13°21′S 141°43′E[7]
- YAYE (AYQ) Aeroporto Connellan di Ayers Rock, Yulara, Territorio del Nord 25°20′S 131°02′E[8]
- YAYR (AYR) Aeroporto di Ayr, Ayr 19°40′S 147°22′E[9]

### YB
- YBAF Aeroporto Archerfield di Brisbane, Brisbane, Queensland 27°34′S 153°00′E[10]
- YBAM (ABM) Aeroporto di Bamaga Injinoo, Bamaga Injinoo, Queensland 10°52′S 142°24′E[11]
- YBAR (BCI) Aeroporto di Barcaldine, Barcaldine, Queensland 23°40′S 145°20′E[12]
- YBAS (ASP) Aeroporto di Alice Springs, Alice Springs, Territorio del Nord 23°48′S 133°53′E[13]
- YBBN (BNE) Aeroporto di Brisbane, Brisbane, Queensland 27°28′S 153°02′E[14]
- YBCG (OOL) Aeroporto Gold Coast di Coolangatta, Coolangatta, Queensland 28°10′S 153°30′E[15]
- YBCK (BKQ) Aeroporto di Blackall, Blackall, Queensland 24°25′S 145°25′E[16]
- YBCS (CNS) Aeroporto di Cairns, Cairns, Queensland 16°53′S 145°45′E[17]
- YBCV (CTL) Aeroporto di Charleville, Charleville, Queensland 26°25′S 146°16′E[18]
- YBDG Aeroporto di Bendigo, Bendigo, Victoria 36°44′S 144°20′E[19]
- YBDV (BVI) Aeroporto di Birdsville, Birdsville, Queensland 25°58′S 139°15′E[20]
- YBEO (BTX) Aeroporto di Betoota, Betoota 25°38′S 140°48′E
- YBGO (BQW) Aeroporto di Balgo Hills, Balgo Hills 20°08′S 127°48′E
- YBHI (BHQ) Aeroporto Patton Street di Broken Hill, Broken Hill 32°00′S 141°28′E[21]
- YBIE (BEU) Aeroporto di Bedourie, Bedourie, Queensland 24°20′S 139°22′E[22]
- YBIR Aeroporto di Birchip, Birchip 36°00′S 142°55′E[23]
- YBKE (BRK) Aeroporto di Bourke, Bourke, Nuovo Galles del Sud 30°03′S 145°57′E[24]
- YBKT (BUC) Aeroporto di Burketown, Burketown, Queensland 17°45′S 139°32′E[25]
- YBLA (BLN) Aeroporto di Benalla, Benalla, Victoria 36°33′S 145°59′E[26]
- YBLK Aeroporto di Laverack Barracks, Laverack Barracks, Queensland
- YBLL (BLS) Aeroporto di Bollon, Bollon 28°02′S 147°22′E
- YBLN Aeroporto Regional di Busselton, Busselton, Australia Occidentale 33°41′S 115°23′E[27]
- YBLT Aeroporto di Ballarat, Ballarat, Victoria 37°31′S 143°48′E[28]
- YBMA (ISA) Aeroporto di Mount Isa, Mount Isa, Queensland 20°40′S 139°28′E[29]
- YBMC (MCY) Aeroporto Maroochydore/Sunshine Coast di Marcoola, Marcoola, Queensland 26°38′S 153°05′E[30]
- YBMK (MKY) Aeroporto di Mackay, Mackay, Queensland 21°10′S 149°11′E[31]
- YBMN (HTI) Aeroporto di Hamilton Island, Hamilton Island, Queensland 20°21′S 148°58′E[32]
- YBMY Aeroporto di Bamyili, Bamyili 14°31′S 132°53′E
- YBNA (BNK) Aeroporto Byron Gateway di Ballina, Ballina, Nuovo Galles del Sud 28°52′S 153°33′E[33]
- YBNS (BSJ) Aeroporto di Bairnsdale, Bairnsdale, Victoria 37°53′S 147°34′E[34]
- YBOK (OKY) Aeroporto Oakey Airfield, Oakey, Queensland 27°24′S 151°44′E[35]
- YBOU (BQL) Aeroporto di Boulia, Boulia, Queensland 22°58′S 139°58′E[36]
- YBPN (PPP) Aeroporto Whitsunday Coast di Proserpine, Proserpine, Queensland 20°29′S 148°33′E[37]
- YBRK (ROK) Aeroporto di Rockhampton, Rockhampton, Queensland 23°22′S 150°29′E[38]
- YBRL (BOX) Aeroporto di Borroloola, Borroloola, Territorio del Nord 16°05′S 136°18′E[39]
- YBRM (BME) Aeroporto di Broome, Broome, Australia Occidentale 17°57′S 122°14′E[40]
- YBRN (BZD) Aeroporto di Balranald, Balranald, Nuovo Galles del Sud 34°38′S 143°33′E[41]
- YBRW (BWQ) Aeroporto di Brewarrina, Brewarrina, Nuovo Galles del Sud 29°58′S 146°49′E[42]
- YBRY Aeroporto di Barimunya, Barimunya 22°40′S 119°09′E[43]
- YBSG Base Aerea Sherger di Weipa (RAAF), Weipa, Queensland 12°37′S 142°05′E[44]
- YBSS Aeroporto di Bacchus Marsh, Bacchus Marsh, Victoria
- YBTH (BHS) Aeroporto Raglan di Bathurst, Bathurst, Nuovo Galles del Sud 33°25′S 149°39′E[45]
- YBTI (BRT) Aeroporto dell'Isola Bathurst, Isola Bathurst, Territorio del Nord 11°46′S 130°36′E[46]
- YBTL (TSV) Aeroporto Arno International di Townsville, Townsville, Queensland 19°22′S 146°50′E[47]
- YBTR (BLT) Aeroporto di Blackwater, Blackwater, Queensland 23°35′S 148°53′E[48]
- YBUD (BDB) Aeroporto di Bundaberg, Bundaberg, Queensland 24°54′S 152°19′E[49]
- YBUN (BUY) Aeroporto di Bunbury, Bunbury 33°19′S 115°38′E[50]
- YBWG Aeroporto di Bronzewing, Bronzewing 27°21′S 121°02′E[51]
- YBWN (ZBO) Aeroporto di Bowen, Bowen 20°01′S 148°13′E
- YBWP (WEI) Aeroporto di Weipa, Weipa, Queensland 12°41′S 141°53′E[52]
- YBWX (BWB) Aeroporto di Barrow Island, Barrow Island 20°48′S 115°23′E[53]

### YC
- YCAH (CLH) Aeroporto di Coolah, Coolah 31°50′S 149°42′E
- YCAR (CVQ) Aeroporto di Carnarvon, Carnarvon, Australia Occidentale 24°53′S 113°40′E[54]
- YCAS (CSI) Aeroporto di Casino, Casino, Nuovo Galles del Sud 28°53′S 153°04′E[55]
- YCBA (CAZ) Aeroporto di Cobar, Cobar, Nuovo Galles del Sud 31°32′S 145°48′E[56]
- YCBB (COJ) Aeroporto di Coonabarabran, Coonabarabran, Nuovo Galles del Sud 31°20′S 149°16′E[57]
- YCBG Aeroporto Cambridge di Hobart, Hobart, Tasmania 42°49′S 147°28′E[58]
- YCBP (CPD) Aeroporto di Coober Pedy, Coober Pedy, Australia Meridionale 29°03′S 134°45′E[59]
- YCBR (CRB) Aeroporto di Collarenebri, Collarenebri, Nuovo Galles del Sud 29°31′S 148°34′E
- YCCA (CCL) Aeroporto di Chinchilla, Chinchilla, Queensland 26°47′S 150°37′E[60]
- YCCY (CNJ) Aeroporto di Cloncurry, Cloncurry, Queensland 20°40′S 140°30′E[61]
- YCDE Aeroporto di Cobden, Cobden, Victoria
- YCDO (CBX) Aeroporto di Condobolin, Condobolin 33°04′S 147°12′E[62]
- YCDR (CUD) Aeroporto di Caloundra, Caloundra 26°48′S 153°09′E
- YCDU (CED) Aeroporto di Ceduna, Ceduna, Australia Meridionale 32°08′S 133°41′E[63]
- YCEE (CVC) Aeroporto di Cleve, Cleve, Australia Meridionale 33°42′S 136°30′E[64]
- YCEM Aeroporto di Coldstream, Coldstream, Victoria
- YCGO (LLG) Aeroporto di Chillagoe, Chillagoe 17°08′S 144°32′E[65]
- YCHT (CXT) Aeroporto di Charters Towers, Charters Towers 20°03′S 146°16′E[66]
- YCIN Aeroporto Curtin di Derby, Derby, Australia Occidentale 17°35′S 123°50′E[67]
- YCKI (CKI) Aeroporto di Croker Island, Croker Island, Territorio del Nord 11°05′S 132°30′E
- YCKN (CTN) Aeroporto di Cooktown, Cooktown, Queensland 15°27′S 145°11′E[68]
- YCMT (CMQ) Aeroporto di Clermont, Clermont, Queensland 22°52′S 147°30′E[69]
- YCMU (CMA) Aeroporto di Cunnamulla, Cunnamulla, Queensland 28°02′S 145°37′E[70]
- YCNK (CES) Aeroporto di Cessnock, Cessnock 32°05′S 151°05′E[71]
- YCNM (CNB) Aeroporto di Coonamble, Coonamble, Nuovo Galles del Sud 30°59′S 148°23′E[72]
- YCNY Aeroporto di Century Mine, Century Mine 18°45′S 138°42′E[73]
- YCOE (CUQ) Aeroporto di Coen, Coen, Queensland 13°47′S 143°07′E[74]
- YCOM (OOM) Aeroporto di Cooma, Cooma Snowy Mountains, Nuovo Galles del Sud 36°18′S 148°58′E[75]
- YCOO (CDA) Aeroporto di Cooinda, Cooinda 12°54′S 132°31′E
- YCOR (CWW) Aeroporto di Corowa, Corowa, Nuovo Galles del Sud 35°59′S 146°21′E[76]
- YCRG (CYG) Aeroporto di Corryong, Corryong, Victoria 36°15′S 147°54′E[77]
- YCRY (CDQ) Aeroporto di Croydon, Croydon 18°18′S 142°15′E
- YCSV (KCE) Aeroporto di Collinsville, Collinsville 20°33′S 147°52′E
- YCTM (CMD) Aeroporto di Cootamundra, Cootamundra, Nuovo Galles del Sud 34°38′S 148°03′E[78]
- YCUA (CUG) Aeroporto di Cudal, Cudal, Nuovo Galles del Sud 33°18′S 148°42′E[79]
- YCUE (CUY) Aeroporto di Cue, Cue, Australia Occidentale 27°27′S 117°55′E
- YCUN Aeroporto di Cunderdin, Cunderdin 31°37′S 117°13′E[80]
- YCUS Aeroporto di Cummins, Cummins 34°12′S 135°38′E[81]
- YCWL (CCW) Aeroporto di Cowell, Cowell, Australia Meridionale 33°40′S 136°54′E
- YCWR (CWT) Aeroporto di Cowra, Cowra (Australia), Nuovo Galles del Sud 33°51′S 148°39′E[82]

### YD
- YDAJ Aeroporto di Dajarra, Dajarra
- YDAY (DBY) Aeroporto di Dalby, Dalby 27°15′S 151°10′E[83]
- YDBI (DRN) Aeroporto di Dirranbandi, Dirranbandi, Queensland 28°30′S 148°15′E[84]
- YDBR (DNB) Aeroporto di Dunbar, Dunbar 16°05′S 142°25′E
- YDBY (YOJ) Aeroporto di Derby, Derby, Australia Occidentale 17°22′S 123°40′E[85]
- YDGE (GTE) Aeroporto di Groote Eylandt, Groote Eylandt, Territorio del Nord 14°00′S 136°30′E
- YDGV (GOV) Aeroporto Nhulunbuy di Gove, Gove, Territorio del Nord 12°10′S 136°40′E
- YDLQ (DNQ) Aeroporto di Deniliquin, Deniliquin, Nuovo Galles del Sud 35°33′S 144°57′E[86]
- YDLT (DDN) Aeroporto di Delta Downs, Delta Downs 16°55′S 141°18′E
- YDLV (DLV) Aeroporto di Delissaville, Delissaville 12°25′S 130°20′E
- YDMG (DMD) Aeroporto di Doomadgee Mission, Doomadgee Mission, Queensland 17°56′S 138°49′E[87]
- YDOC Aeroporto di Dochra, Dochra, Nuovo Galles del Sud 32°39′S 151°12′E
- YDOD Aeroporto di Donald, Donald 36°22′S 143°00′E[88]
- YDOR (DRD) Aeroporto di Dorunda Station, Dorunda Station 16°31′S 142°22′E
- YDPD (DVP) Aeroporto di Davenport Downs, Davenport Downs 24°10′S 141°05′E
- YDRH (DHD) Aeroporto di Durham Downs, Durham Downs 27°04′S 141°55′E
- YDRI (DRR) Aeroporto di Durrie, Durrie 25°38′S 140°15′E
- YDTC (TCA) Aeroporto Tennant Creek Airport, Tennant Creek, Territorio del Nord 19°39′S 134°11′E
- YDTN Aeroporto di Tindal, Tindal
- YDVR (DKV) Aeroporto di Docker River, Docker River 24°52′S 129°07′E
- YDYL Aeroporto di Yulara, Yulara (AWS)
- YDYS (DYA) Aeroporto di Dysart, Dysart, Queensland 22°32′S 149°23′E[89]

### YE
- YECH (ECH) Aeroporto di Echuca, Echuca, Victoria 36°09′S 144°45′E[90]
- YELD (ELC) Aeroporto di Elcho Island, Elcho Island, Territorio del Nord 12°01′S 135°34′E[91]
- YEML (EMD) Aeroporto di Emerald, Emerald, Queensland 23°38′S 148°08′E[92]
- YENO Aeroporto di Enoggera, Enoggera, Queensland 27°26′S 152°59′E
- YERN (ERB) Aeroporto di Ernabella, Ernabella 26°16′S 132°10′E
- YESC Aeroporto di Escott, Escott 17°43′S 139°25′E
- YESP (EPR) Aeroporto di Esperance, Esperance, Australia Occidentale 33°41′S 121°49′E[93]
- YEUO Aeroporto di Eulo, Eulo 28°10′S 145°02′E
- YEVD (EVH) Aeroporto di Evans Head, Evans Head 29°06′S 153°25′E[94]

### YF
- YFBS (FRB) Aeroporto di Forbes, Forbes, Nuovo Galles del Sud 33°23′S 148°01′E[95]
- YFLI (FLS) Aeroporto Finders Island di Whitemark, Whitemark, Tasmania 40°05′S 148°00′E
- YFRT (FOS) Aeroporto di Forrest, Forrest, Australia Occidentale 30°50′S 128°06′E[96]
- YFSK Fiskville CFA Training Ground Airstrip, Fiskville, Victoria
- YFST (FOT) Aeroporto di Forster, Forster 32°11′S 152°31′E
- YFTZ (FIZ) Aeroporto di Fitzroy Crossing, Fitzroy Crossing, Australia Occidentale 18°10′S 125°33′E[97]

### YG
- YGAD Aeroporto HMAS Stirling di Garden Island, Garden Island, Australia Occidentale
- YGAY (GAH) Aeroporto di Gayndah, Gayndah 25°37′S 151°37′E[98]
- YGBI (GBL) Aeroporto di South Goulburn Island, South Goulburn Island 11°40′S 133°25′E
- YGDA Aeroporto di Goodooga, Goodooga 29°04′S 147°23′E[99]
- YGDH (GUH) Aeroporto di Gunnedah, Gunnedah, Nuovo Galles del Sud 30°57′S 150°14′E[100]
- YGDI (GOO) Aeroporto di Goondiwindi, Goondiwindi, Queensland 28°31′S 150°19′E[101]
- YGDS (GGD) Aeroporto di Gregory Downs, Gregory Downs 18°42′S 139°15′E
- YGDW Aeroporto di Granite Downs, Granite Downs 26°57′S 133°36′E
- YGEL (GET) Aeroporto di Geraldton, Geraldton, Australia Occidentale 28°47′S 114°42′E[102]
- YGFN (GFN) Aeroporto di Grafton, Grafton, Nuovo Galles del Sud 29°46′S 153°02′E[103]
- YGGL Aeroporto LUOVA, Graciosa Bay, Isole Salomone (SLM)
- YGIB (GBV) Aeroporto di Gibb River, Gibb River 16°20′S 126°22′E
- YGIG Aeroporto di Gingin / Base aerea RAAF, Gingin, Australia Occidentale 31°27′S 115°51′E[104]
- YGIL Aeroporto di Gilgandra, Gilgandra 31°42′S 148°38′E
- YGLA (GLT) Aeroporto di Gladstone, Gladstone, Queensland 23°48′S 151°15′E[105]
- YGLB (GUL) Aeroporto di Goulburn, Goulburn, Nuovo Galles del Sud 33°50′S 151°50′E[106]
- YGLE (GLG) Aeroporto di Glengyle, Glengyle 24°46′S 139°35′E
- YGLG (GEX) Aeroporto Geelong di Grovedale, Grovedale, Victoria 38°08′S 144°21′E
- YGLI (GLI) Aeroporto di Glen Innes, Glen Innes, Nuovo Galles del Sud 29°41′S 151°42′E[107]
- YGLO (GLM) Aeroporto di Glenormiston, Glenormiston 22°17′S 138°19′E
- YGNB Base aerea RAAF di Glenbrook, Glenbrook, Nuovo Galles del Sud
- YGPT (GPN) Aeroporto Garden Point di Melville Island, Melville Island, Territorio del Nord 11°24′S 130°26′E
- YGTE Aeroporto di Groote Eylandt, Groote Eylandt (Alyangula), Territorio del Nord 13°59′S 136°28′E[108]
- YGTH (GFF) Aeroporto di Griffith, Griffith, Nuovo Galles del Sud 34°15′S 146°04′E[109]
- YGTN (GTT) Aeroporto di Georgetown, Georgetown (Queensland) 18°25′S 143°47′E[110]
- YGWA Aeroporto di Goolwa, Goolwa 35°29′S 138°45′E
- YGYM (GYP) Aeroporto di Gympie, Gympie 26°17′S 152°42′E[111]

### YH
- YHAA Aeroporto di aasts Bluff, Haasts Bluff 23°27′S 131°51′E
- YHAY (HXX) Aeroporto di Hay, Hay, Nuovo Galles del Sud 34°31′S 144°50′E[112]
- YHBA (HVB) Aeroporto di Hervey Bay, Hervey Bay, Queensland 25°19′S 152°53′E[113]
- YHBK Aeroporto di Holbrook, Holbrook
- YHID (HID) Aeroporto di Horn Island, Horn Island, Queensland 9°24′S 142°17′E[114]
- YHLC (HCQ) Aeroporto di Halls Creek, Halls Creek, Australia Occidentale 18°14′S 127°40′E[115]
- YHLS Aeroporto di Hillston, Hillston 33°30′S 145°31′E[116]
- YHMB (HMG) Aeroporto di Hermannsburg, Hermannsburg 23°58′S 132°40′E
- YHML (HLT) Aeroporto di Hamilton, Hamilton, Victoria 37°39′S 142°04′E[117]
- YHOO (HOK) Aeroporto di Hooker Creek, Hooker Creek, Territorio del Nord 18°22′S 130°40′E
- YHOT (MHU) Aeroporto Mount Hotham di Bright, Bright, Victoria 37°10′S 146°10′E[118]
- YHOX Aeroporto di Hoxton Park, Hoxton Park, Nuovo Galles del Sud 33°55′S 150°51′E[119]
- YHPN (HTU) Aeroporto di Hopetoun, Hopetoun, Victoria 35°43′S 142°21′E[120]
- YHSM (HSM) Aeroporto di Horsham, Horsham, Victoria 36°30′S 141°50′E[121]
- YHUG (HGD) Aeroporto di Hughenden, Hughenden, Queensland 20°50′S 144°12′E[122]

### YI
- YIDK (IDK) Aeroporto di Indulkana, Indulkana 26°58′S 133°19′E
- YIFL (IFL) Aeroporto di Innisfail, Innisfail 17°34′S 146°02′E[123]
- YIFY (IFF) Aeroporto di Iffley, Iffley 18°55′S 141°15′E
- YIGM (IGH) Aeroporto di Ingham, Ingham 18°48′S 146°06′E[124]
- YIKM (IKP) Aeroporto di Inkerman, Inkerman 16°15′S 141°30′E
- YIMB Aeroporto di Kimba, Kimba, Australia Meridionale 33°06′S 136°28′E
- YINJ (INJ) Aeroporto di Injune, Injune 25°51′S 148°33′E
- YINN (INM) Aeroporto di Innamincka, Innamincka 27°50′S 140°50′E
- YINV Aeroporto di Inverleigh, Inverleigh
- YISF (ISI) Aeroporto di Isisford, Isisford 24°12′S 144°25′E[125]
- YIVL (IVR) Aeroporto di Inverell, Inverell, Nuovo Galles del Sud 29°50′S 151°32′E[126]
- YIVO Aeroporto di Ivanhoe, Ivanhoe 32°53′S 144°19′E[127]

### YJ
- YJAB (JAB) Aeroporto di Jabiru, Jabiru 10°13′S 132°34′E[128]
- YJAK Aeroporto di Jackson, Jackson 27°38′S 142°24′E
- YJBY Aeroporto HMAS Creswell di Jervis Bay, Jervis Bay, Nuovo Galles del Sud 35°09′S 150°42′E[129]
- YJDA (JUN) Aeroporto di Jundah, Jundah 24°48′S 143°02′E
- YJLC (JCK) Aeroporto di Julia Creek, Julia Creek, Queensland 20°35′S 141°42′E[130]
- YJUN Aeroporto di Jundee, Jundee 26°25′S 120°34′E[131]

### YK
- YKAL (UBU) Aeroporto di Kalumburu, Kalumburu 14°25′S 126°40′E
- YKBR (KAX) Aeroporto di Kalbarri, Kalbarri, Australia Occidentale 27°52′S 114°08′E
- YKBY (KBY) Aeroporto di Streaky Bay, Streaky Bay 32°48′S 134°14′E[132]
- YKCS (KCS) Aeroporto di Kings Creek, Kings Creek Station 24°23′S 131°41′E
- YKDM Aeroporto di Kidmans Springs, Kidmans Springs 16°07′S 130°57′E
- YKER (KRA) Aeroporto di Kerang, Kerang, Victoria 35°45′S 143°56′E[133]
- YKII (KNS) Aeroporto di King Island, King Island (TS) / Currie 39°53′S 143°53′E
- YKKG (KFG) Aeroporto Kalkgurung di Kalkaringi, Kalkaringi, Territorio del Nord 17°26′S 130°49′E
- YKMB (KRB) Aeroporto di Karumba, Karumba, Queensland 17°30′S 140°52′E
- YKML (KML) Aeroporto di Kamileroi, Kamileroi / Kalimeroi 19°30′S 140°05′E
- YKMP (KPS) Aeroporto di Kempsey, Kempsey, Nuovo Galles del Sud 31°04′S 152°46′E[134]
- YKOW (KWM) Aeroporto di Kowanyama, Kowanyama, Queensland 17°31′S 145°25′E[135]
- YKRY (KGY) Aeroporto di Kingaroy, Kingaroy, Queensland 26°35′S 151°51′E[136]
- YKSC (KGC) Aeroporto Kingscote di Kangaroo Island, Kangaroo Island, Australia Meridionale 35°44′S 137°31′E[137]
- YKTN Aeroporto di Kyneton, Kyneton, Victoria
- YKUB Aeroporto di Kubin, Kubin 10°13′S 142°13′E[138]

### YL
- YLAH (LWH) Aeroporto di Lawn Hill, Lawn Hill 18°38′S 138°38′E
- YLCG Aeroporto di Lake Cargellico, Lake Cargellico 33°17′S 146°22′E
- YLEC (LGH) Aeroporto di Leigh Creek, Leigh Creek, Australia Meridionale 30°28′S 138°25′E[139]
- YLED Aeroporto di Lethbridge, Lethbridge (VI)
- YLEG Aeroporto di Leongatha, Leongatha, Victoria 38°30′S 145°52′E[140]
- YLEO (LNO) Aeroporto di Leonora, Leonora, Australia Occidentale 28°53′S 121°18′E[141]
- YLEV (LEL) Aeroporto di Lake Evella, Lake Evella, Territorio del Nord 12°13′S 136°15′E
- YLHI (LDH) Aeroporto di Lord Howe Island, Lord Howe Island, Nuovo Galles del Sud 31°31′S 159°03′E
- YLHR (IRG) Aeroporto di Lockhart River, Lockhart River, Queensland 12°47′S 143°18′E[142]
- YLIL Aeroporto di Lilydale, Lilydale, Victoria
- YLIS (LSY) Aeroporto di Lismore, Lismore, Nuovo Galles del Sud 28°50′S 153°16′E[143]
- YLLE Aeroporto di Ballera, Ballera 27°24′S 141°48′E[144]
- YLOR (LOA) Aeroporto di Lorraine, Australia 19°05′S 139°58′E
- YLOX Aeroporto di Loxton, Loxton, Australia Meridionale 34°27′S 140°40′E
- YLRD (LHG) Aeroporto di Lightning Ridge, Lightning Ridge, Nuovo Galles del Sud 29°24′S 147°58′E[145]
- YLRE (LRE) Aeroporto di Longreach, Longreach 23°26′S 144°16′E[146]
- YLST (LER) Aeroporto di Leinster, Leinster, Australia Occidentale 27°50′S 120°37′E[147]
- YLTN (LVO) Aeroporto di Laverton, Laverton, Australia Occidentale 28°38′S 122°22′E[148]
- YLTV (LTB) Aeroporto Latrobe Valley di Morwell, Morwell, Victoria 38°12′S 146°28′E[149]
- YLVK Aeroporto Lavarak Barracks di Townsville, Townsville, Queensland
- YLVT Aeroporto di Laverton, Laverton, Victoria 37°52′S 144°45′E
- YLZI (LZR) Aeroporto di Lizard Island, Lizard Island 14°40′S 145°28′E[150]

### YM
- YMAV (AVV) Aeroporto di Avalon, Avalon, Victoria 38°02′S 144°28′E[151]
- YMAY (ABX) Aeroporto Albury Airport, Albury, Nuovo Galles del Sud 36°04′S 146°57′E[152]
- YMBA (MRG) Aeroporto di Mareeba, Mareeba, Queensland 17°04′S 145°26′E[153]
- YMBL (MBB) Aeroporto di Marble Bar, Marble Bar 21°15′S 119°35′E
- YMBU Aeroporto di Maryborough, Maryborough, Victoria 37°02′S 143°43′E
- YMCL Aeroporto di Mount Coolon, Mount Coolon 21°23′S 147°19′E
- YMCO (XMC) Aeroporto di Mallacoota, Mallacoota, Victoria 37°36′S 149°43′E
- YMCT (MLR) Aeroporto di Millicent, Millicent 37°38′S 140°35′E[154]
- YMDG (DGE) Aeroporto di Mudgee, Mudgee, Nuovo Galles del Sud 32°47′S 149°10′E[155]
- YMDV (DPO) Aeroporto di Devonport, Devonport, Tasmania 41°10′S 146°25′E[156]
- YMEK (MKR) Aeroporto di Meekatharra, Meekatharra, Australia Occidentale 26°37′S 118°33′E[157]
- YMEN (MEB) Aeroporto Essendon Airport, Melbourne, Victoria 37°42′S 144°52′E[158]
- YMER (MIM) Aeroporto di Merimbula, Merimbula, Nuovo Galles del Sud 36°55′S 149°53′E[159]
- YMES Base aerea RAAF East Sale di Sale, Sale, Victoria 38°06′S 147°09′E[160]
- YMGB (MGT) Aeroporto di Milingimbi, Milingimbi, Territorio del Nord 12°06′S 134°54′E[161]
- YMGD (MNG) Aeroporto di Maningrida, Maningrida, Territorio del Nord[162]
- YMGI Aeroporto di Mungindi, Mungindi 28°58′S 149°03′E[163]
- YMGR (MGV) Aeroporto di Margaret River Station, Margaret River Station 18°37′S 126°53′E
- YMGT Aeroporto di Margaret River, Margaret River[164]
- YMHB (HBA) Aeroporto Hobart International, Cambridge, Tasmania 42°50′S 147°30′E[165]
- YMHO (MHO) Aeroporto di Mount House, Mount House 17°10′S 125°40′E
- YMHU (MCV) Aeroporto di Mc Arthur River Mine, Mc Arthur River Mine 16°28′S 136°05′E[166]
- YMHW Aeroporto di Mount Howitt, Mount Howitt 26°31′S 142°17′E
- YMIA (MQL) Aeroporto di Mildura, Mildura, Victoria 34°14′S 142°05′E[167]
- YMIJ Aeroporto di Minjilang, Minjilang 11°10′S 132°33′E
- YMIT (MTQ) Aeroporto di Mitchell, Mitchell (Queensland) 26°35′S 147°58′E[168]
- YMJM Aeroporto di Manjimup, Manjimup[169]
- YMLS Aeroporto di Miles, Miles 26°48′S 150°10′E
- YMLT (LST) Aeroporto di Launceston, Launceston, Tasmania 41°33′S 147°12′E[170]
- YMMB (MBW) Aeroporto Moorabbin di Melbourne, Melbourne, Victoria 37°56′S 145°02′E[171]
- YMMG (MGB) Aeroporto di Mount Gambier, Mount Gambier, Australia Meridionale 37°45′S 140°47′E
- YMMI Aeroporto di Murrin Murrin, Murrin Murrin (vedi il precedente)[172]
- YMML (MEL) Aeroporto Tullamarine International di Melbourne, Melbourne, Victoria 37°44′S 144°54′E[173]
- YMMQ (PQQ) Aeroporto di Port Macquarie, Port Macquarie / Macquarie Island, Nuovo Galles del Sud 31°38′S 152°55′E
- YMMU (MMM) Aeroporto di Middlemount, Middlemount 22°48′S 148°42′E[174]
- YMND (MTL) Aeroporto di Maitland, Maitland, Nuovo Galles del Sud 32°44′S 151°33′E[175]
- YMNE (WME) Aeroporto di Mount Keith, Mount Keith[176]
- YMNG Aeroporto di Mangalore, Mangalore, Victoria 36°53′S 145°11′E[177]
- YMNK (ONR) Aeroporto di Monkira, Monkira 24°49′S 140°32′E
- YMNY (OXY) Aeroporto di Morney, Morney 25°22′S 141°28′E
- YMOG (MMG) Aeroporto di Mount Magnet, Mount Magnet, Australia Occidentale 28°05′S 117°51′E[178]
- YMOO (OOR) Aeroporto di Mooraberree, Mooraberree 25°14′S 140°58′E
- YMOR (MRZ) Aeroporto di Moree, Moree, Nuovo Galles del Sud 29°30′S 149°50′E[179]
- YMOU Aeroporto di Moura, Moura 24°37′S 149°59′E
- YMPA (MIN) Aeroporto di Minnipa Black, Minnipa Black 32°50′S 135°08′E
- YMPC Aeroporto di Point Cook, Point Cook 37°56′S 144°45′E[180]
- YMRB (MOV) Aeroporto di Moranbah, Moranbah, Queensland 22°07′S 149°32′E[181]
- YMRE (RRE) Aeroporto di Marree, Marree 29°39′S 138°04′E
- YMRW (MWB) Aeroporto di Morawa, Morawa 29°12′S 116°01′E
- YMRY (MYA) Aeroporto di Moruya, Moruya, Nuovo Galles del Sud 35°54′S 150°08′E[182]
- YMTB (UTB) Aeroporto di Muttaburra, Muttaburra 22°45′S 144°35′E
- YMTG (MGB) Aeroporto di Mount Gambier, Mount Gambier, Australia Meridionale 37°45′S 140°47′E[183]
- YMTI (ONG) Aeroporto di Mornington Island, Mornington Island, Queensland 16°35′S 139°18′E[184]
- YMTO (MNQ) Aeroporto di Monto, Monto 24°53′S 151°06′E[185]
- YMTP Aeroporto di Mount Hope, Mount Hope
- YMUL Aeroporto di Murray Field, Murray Field[186]
- YMWA (MXU) Aeroporto di Mullewa, Mullewa 28°33′S 115°31′E
- YMWE Aeroporto di Mount Wedge, Mount Wedge
- YMWY Aeroporto di Wynyard West, Wynyard West
- YMYB (MBH) Aeroporto di Maryborough, Maryborough, Queensland 25°31′S 152°43′E[187]

### YN
- YNAP (NMR) Aeroporto di Nappa Merry, Nappa Merry / Nappa Merrie 27°38′S 141°05′E
- YNAR (NRA) Aeroporto di Narrandera, Narrandera, Nuovo Galles del Sud 34°42′S 146°31′E[188]
- YNBR (NAA) Aeroporto di Narrabri, Narrabri, Nuovo Galles del Sud 30°20′S 149°50′E[189]
- YNGU (RPM) Aeroporto Ngukurr di Roper River, Roper River, Territorio del Nord 14°50′S 134°55′E[190]
- YNHL Aeroporto di Nhill, Nhill, Victoria 36°19′S 141°39′E[191]
- YNRC (NAC) Aeroporto di Naracoorte, Naracoorte, Australia Meridionale 36°58′S 140°35′E[192]
- YNRM (QRM) Aeroporto di Narromine, Narromine, Nuovo Galles del Sud 32°13′S 148°14′E[193]
- YNSM (NSM) Aeroporto di Norseman, Norseman 32°12′S 121°45′E
- YNTN (NTN) Aeroporto di Normanton, Normanton, Queensland 17°42′S 141°04′E[194]
- YNUM (NUB) Aeroporto di Numbulwar, Numbulwar, Territorio del Nord 14°16′S 135°43′E[195]
- YNWN (ZNE) Aeroporto di Newman, Newman, Australia Occidentale Template:Coor dm[196]
- YNYN (NYN) Aeroporto di Nyngan, Nyngan, Nuovo Galles del Sud 31°33′S 147°11′E[197]

### YO
- YOEN (OPI) Aeroporto di Oenpelli, Oenpelli 12°20′S 133°05′E[198]
- YOLA (XCO) Aeroporto di Colac, Colac, Victoria 38°20′S 143°35′E
- YOLD (OLP) Aeroporto di Olympic Dam, Olympic Dam, Australia Meridionale 30°42′S 135°01′E[199]
- YOLW (ONS) Aeroporto di Onslow, Onslow, Australia Occidentale 21°40′S 115°06′E
- YOOD (ODD) Aeroporto di Oodnadatta, Oodnadatta 27°33′S 135°26′E
- YOOM (MOO) Aeroporto di Moomba, Moomba 28°08′S 140°14′E[200]
- YORB (RBS) Aeroporto di Orbost, Orbost, Victoria 37°42′S 148°30′E
- YORG (OAG) Aeroporto di Orange, Orange, Nuovo Galles del Sud 33°23′S 149°08′E[201]

### YP
- YPAD (ADL) Aeroporto di Adelaide, Adelaide, Australia Meridionale 34°57′S 138°32′E[202]
- YPAG (PUG) Aeroporto di Port Augusta, Port Augusta, Australia Meridionale 32°50′S 135°53′E[203]
- YPAM (PMK) Aeroporto di Palm Island, Palm Island 18°05′S 146°41′E[204]
- YPAY Aeroporto di Papunya, Papunya 23°15′S 131°54′E
- YPBR (BME) Aeroporto di Broome, Broome
- YPCC (CCK) Aeroporto Cocos Island International di Christmas Island, Isole Cocos e Keeling,
- YPCE Aeroporto di Pooncarrie, Pooncarrie 33°22′S 142°35′E
- YPCI Aeroporto di Curtin, Curtin
- YPCK Base area RAAF Williams di Point Cook, Point Cook, Victoria
- YPCR (CVQ) Aeroporto di Carnarvon, Carnarvon, Australia Occidentale 24°53′S 113°40′E
- YPDB (DRB) Aeroporto di Derby, Derby, Australia Occidentale 17°22′S 123°39′E
- YPDN (DRW) Aeroporto Darwin International, Darwin, Territorio del Nord 12°25′S 130°52′E[205]
- YPEA Base aerea RAAF Pearce di Bullsbrok, Bullsbrook, Australia Occidentale 31°40′S 116°01′E[206]
- YPEC Aeroporto di Aeropelican, Aeropelican 33°04′S 151°39′E
- YPED Base aerea RAAF Edinburgh di Salisbury, Salisbury, Australia Meridionale 34°42′S 138°37′E[207]
- YPGV (GOV) Aeroporto Gove di Nhulunbuy, Nhulunbuy, Territorio del Nord 12°17′S 136°49′E[208]
- YPIR (PPI) Aeroporto di Port Pirie, Port Pirie, Australia Meridionale 33°14′S 138°00′E[209]
- YPJT (JAD) Aeroporto Jandakot di Perth, Perth, Australia Occidentale 32°05′S 115°53′E[210]
- YPKA (KTA) Aeroporto di Karratha, Dampier-Karratha, Australia Occidentale 20°43′S 116°48′E[211]
- YPKG (KGI) Aeroporto Boulder di Kalgoorlie, Kalgoorlie, Australia Occidentale 30°48′S 121°27′E[212]
- YPKS (PKE) Aeroporto di Parkes, Parkes, Nuovo Galles del Sud 33°08′S 148°14′E[213]
- YPKT (PKT) Aeroporto di Port Keats, Port Keats, Territorio del Nord 14°15′S 129°32′E[214]
- YPKU (KNX) Aeroporto di Kununurra, Kununurra, Australia Occidentale 15°50′S 128°45′E[215]
- YPLC (PLO) Aeroporto di Port Lincoln, Port Lincoln, Australia Meridionale 34°36′S 135°53′E[216]
- YPLM (LEA) Aeroporto Learmouth di Exmouth, Exmouth, Australia Occidentale 22°14′S 114°06′E[217]
- YPMP Aeroporto di Pormpuraaw, Pormpuraaw 14°53′S 141°36′E[218]
- YPMQ (PQQ) Aeroporto di Port Macquarie, Port Macquarie, Nuovo Galles del Sud 31°38′S 152°55′E[219]
- YPOD (PTJ) Aeroporto di Portland, Portland, Victoria 38°23′S 141°38′E[220]
- YPPB (PBO) Aeroporto di Paraburdoo, Paraburdoo, Australia Occidentale 23°14′S 117°31′E[221]
- YPPD (PHE) Aeroporto di Port Hedland, Port Hedland, Australia Occidentale 20°23′S 118°27′E[222]
- YPPF Aeroporto Parafield di Adelaide, Adelaide / Salisbury, Australia Meridionale[223]
- YPPH (PER) Aeroporto Perth Belmont International di Redcliffe, Redcliffe, Australia Occidentale 31°58′S 115°58′E[224]
- YPTN (KTR) Base aerea RAAF Tindal di Katherine, Katherine, Territorio del Nord 14°31′S 132°22′E[225]
- YPWR (UMR) Base aerea RAAF di Woomera, Woomera, Australia Meridionale 31°10′S 136°50′E[226]
- YPXM (XCH) Aeroporto di Christmas Island, Isola del Natale 10°27′S 105°41′E

### YQ
- YQDI (UIR) Aeroporto di Quirindi, Quirindi 31°30′S 150°31′E[227]
- YQLP (ULP) Aeroporto di Quilpie, Quilpie, Queensland 26°38′S 144°18′E[228]
- YQNS (UEE) Aeroporto di Queenstown, Queenstown, Tasmania 42°00′S 145°30′E

### YR
- YRED (RCL) Aeroporto di Redcliffe, Redcliffe, Queensland
- YREN (RMK) Aeroporto di Renmark, Renmark, Australia Meridionale 34°12′S 140°41′E[229]
- YRMD Aeroporto di Richmond, Richmond, Queensland 20°42′S 143°06′E[230]
- YRNG (RAM) Aeroporto di Ramingining, Ramingining, Territorio del Nord 12°21′S 134°49′E
- YROI (RBC) Aeroporto di Robinvale, Robinvale, Victoria 34°39′S 142°47′E
- YROM (RMA) Aeroporto di Roma, Roma, Queensland 26°33′S 148°46′E[231]
- YRSB (RSB) Aeroporto di Roseberth, Roseberth 25°47′S 139°37′E
- YRTI (RTS) Aeroporto di Rothest Island, Rothest Island, Australia Occidentale 32°00′S 115°32′E[232]
- YRTP (RTP) Aeroporto di Rutland Plains, Rutland Plains 15°36′S 141°50′E

### YS
- YSBK (BWU) Aeroporto di Sydney-Bankstown, Sydney-Bankstown, Nuovo Galles del Sud (NSW) 33°55′S 150°59′E[233]
- YSCB (CBR) Aeroporto Internazionale di Canberra, Canberra, Territorio della Capitale Australiana 32°25′S 149°05′E[234]
- YSCH (CFS) Aeroporto di Coffs Harbour, Coffs Harbour, Nuovo Galles del Sud (NSW) 30°19′S 153°06′E[235]
- YSCN (CDU) Aeroporto di Camden, Camden, Nuovo Galles del Sud 34°03′S 150°42′E[236]
- YSCO (NSO) Aeroporto di Scone, Scone, Nuovo Galles del Sud (NSW) 32°10′S 150°55′E[237]
- YSCR (SQC) Aeroporto di Southern Cross, Southern Cross, Australia Occidentale 31°13′S 119°19′E
- YSDU (DBO) Aeroporto di Dubbo, Dubbo, Nuovo Galles del Sud (NSW) 32°13′S 148°34′E[238]
- YSGE (SGO) Aeroporto di Saint George, St. George, Queensland 28°05′S 148°45′E
- YSGW (ZGL) Aeroporto di South Galway, South Galway 25°41′S 142°07′E
- YSHK (DNM) Aeroporto Shark Bay di Denham, Denham, Australia Occidentale 25°55′S 113°32′E[239]
- YSHT (SHT) Aeroporto di Shepparton, Shepparton, Victoria 36°26′S 145°24′E[240]
- YSHW Aeroporto di Holsworthy, Holsworthy, Nuovo Galles del Sud
- YSMI (SIO) Aeroporto di Smithton, Smithton, Tasmania 40°55′S 145°01′E[241]
- YSNB (SNB) Aeroporto Snake Bay di Melville Island, Melville Island, Territorio del Nord 11°20′S 130°45′E[242]
- YSNF (NLK) Aeroporto di Norfolk Island, Norfolk Island 29°03′S 167°56′E
- YSNW (NOA) Base aerea HMAS Albatross, Nowra, Nuovo Galles del Sud 34°56′S 150°34′E[243]
- YSPE (SNH) Aeroporto di Stanthorpe, Stanthorpe 28°38′S 151°58′E[244]
- YSPT (SHQ) Aeroporto di Southport, Southport, Queensland 27°57′S 153°25′E
- YSRI (RCM) Base aerea RAAF di Richmond, Richmond, Queensland 20°43′S 143°07′E[245]
- YSRN (SRN) Aeroporto di Strahan, Strahan 42°09′S 145°18′E
- YSSY (SYD) aeroporto Internazionale Kingsford Smith, Sydney / Mascot, Nuovo Galles del Sud 33°56′S 151°10′E[246]
- YSTH (HLS) Aeroporto di St. Helens, St. Helens, Tasmania 41°00′S 148°10′E
- YSTW (TMW) Aeroporto di Tamworth, Tamworth, Nuovo Galles del Sud 31°05′S 150°51′E[247]
- YSWG (WGA) Aeroporto di Wagga Wagga, Wagga Wagga, Nuovo Galles del Sud 35°10′S 147°28′E[248]
- YSWH (SWH) Aeroporto di Swan Hill, Swan Hill, Victoria 35°23′S 143°33′E[249]
- YSWL (SWC) Aeroporto di Stawell, Stawell, Victoria 37°04′S 142°46′E[250]
- YSWM Aeroporto di Williamtown, Williamtown

### YT
- YTAA (XTR) Aeroporto di Tara, Tara 27°17′S 150°28′E
- YTAM (XTO) Aeroporto di Taroom, Taroom, Queensland 25°40′S 148°45′E
- YTBR (TBK) Aeroporto di Timber Creek, Timber Creek 15°37′S 130°26′E
- YTDR (TDR) Aeroporto di Theodore, Theodore 24°59′S 150°05′E
- YTEE Aeroporto di Trepell, Trepell 21°50′S 140°53′E[251]
- YTEF (TEF) Aeroporto di Telfer, Telfer 22°42′S 119°55′E[252]
- YTEM (TEM) Aeroporto di Temora, Temora, Nuovo Galles del Sud 34°25′S 147°30′E[253]
- YTGM (XTG) Aeroporto di Thargomindah, Thargomindah, Queensland 27°58′S 143°50′E[254]
- YTHY (TYG) Aeroporto di Thylungra, Thylungra 26°05′S 143°25′E
- YTIB (TYB) Aeroporto di Tibooburra, Tibooburra, Nuovo Galles del Sud 29°27′S 142°03′E[255]
- YTMO Aeroporto di The Monument, The Monument 21°48′S 139°55′E[256]
- YTMU (TUM) Aeroporto di Tumut, Tumut, Nuovo Galles del Sud 35°18′S 148°13′E[257]
- YTNG (THG) Aeroporto di Thangool, Thangool, Queensland 24°30′S 150°34′E[258]
- YTNK (TCA) Aeroporto di Tennant Creek, Tennant Creek, Territorio del Nord 19°39′S 134°11′E[259]
- YTOC (TCW) Aeroporto di Tocumwal, Tocumwal, Nuovo Galles del Sud 35°49′S 145°34′E[260]
- YTQY Aeroporto di Torquay, Torquay, Victoria
- YTRE (TRO) Aeroporto di Taree, Taree, Nuovo Galles del Sud 31°50′S 152°40′E[261]
- YTST Aeroporto di Mungalalu Truscott, Mungalalu Truscott 14°05′S 126°22′E[262]
- YTWB (TWB) Aeroporto di Toowoomba, Toowoomba, Queensland 27°32′S 151°54′E[263]
- YTYA Aeroporto di Tyabb, Tyabb, Victoria

### YU
- YUNY (CZY) Aeroporto di Cluny, Cluny 24°30′S 139°30′E

### YV
- YVRD (VCD) Aeroporto di Victoria River Downs, Victoria River Downs, Territorio del Nord 16°25′S 130°58′E
- YVRS (VNR) Aeroporto di Vanrook, Vanrook 16°52′S 141°55′E

### YW
- YWBL (WMB) Aeroporto di Warrnambool, Warrnambool, Victoria 38°17′S 142°27′E[264]
- YWBR Aeroporto di Warburton, Warburton 26°07′S 126°34′E[265]
- YWCA (WIO) Aeroporto di Wilcannia, Wilcannia 31°34′S 143°23′E[266]
- YWCK Aeroporto di Warwick, Warwick 28°08′S 151°56′E[267]
- YWDH (WNR) Aeroporto di Windorah, Windorah, Queensland 25°25′S 142°40′E[268]
- YWDL (WON) Aeroporto di Wondoola, Wondoola 18°40′S 140°55′E
- YWGT (WGT) Aeroporto di Wangaratta, Wangaratta, Victoria 36°22′S 146°20′E[269]
- YWHA (WYA) Aeroporto di Whyalla, Whyalla, Australia Meridionale 33°03′S 137°31′E[270]
- YWIS Aerocampo Williamson di Rockhampton, Rockhampton, Queensland 22°28′S 150°10′E[271]
- YWIT (WIT) Aeroporto di Wittenoom Gorge, Wittenoom Gorge 22°16′S 118°20′E
- YWKB (WKB) Aeroporto di Warracknabeal, Warracknabeal 36°20′S 142°15′E[272]
- YWKI Aeroporto di Waikerie, Waikerie, Australia Meridionale 34°11′S 140°01′E[273]
- YWLG (WGE) Aeroporto di Walgett, Walgett, Nuovo Galles del Sud 30°02′S 148°08′E[274]
- YWLM (NTL) Aeroporto Williamtown di Newcastle, Newcastle, Nuovo Galles del Sud 32°47′S 151°50′E[275]
- YWLU (WUN) Aeroporto di Wiluna, Wiluna, Australia Occidentale 26°38′S 120°13′E[276]
- YWMP (WPK) Aeroporto di Wrotham Park, Wrotham Park 16°38′S 144°00′E
- YWND (WDI) Aeroporto di Wondai, Wondai 26°19′S 151°52′E
- YWOL (WOL) Aeroporto di Wollongong, Wollongong, Nuovo Galles del Sud 34°34′S 150°47′E[277]
- YWRN (QRR) Aeroporto di Warren, Warren, Nuovo Galles del Sud 31°43′S 147°48′E[278]
- YWSL (SXE) Aeroporto West Sale di Sale, Sale, Victoria 38°05′S 146°58′E[279]
- YWTN (WIN) Aeroporto di Winton, Winton, Queensland 22°21′S 143°04′E[280]
- YWUD (WUD) Aeroporto di Wudinna, Wudinna, Australia Meridionale 33°01′S 135°37′E[281]
- YWWA (WEW) Aeroporto di Wee Waa, Wee Waa 30°14′S 149°26′E
- YWWL (WWY) Aeroporto di West Wyalong, West Wyalong, Nuovo Galles del Sud 33°56′S 147°15′E[282]
- YWYM (WYN) Aeroporto di Wyndham, Wyndham, Australia Occidentale 15°31′S 128°09′E[283]
- YWYY (BWT) Aeroporto Wynyard di Burnie, Burnie, Tasmania 41°00′S 145°44′E[284]

### YY
- YYND (YUE) Aeroporto di Yuendumu, Yuendumu 22°16′S 131°47′E[285]
- YYNG (NGA) Aeroporto di Young, Young, Nuovo Galles del Sud 34°15′S 148°15′E[286]
- YYWG Aeroporto di Yarrawonga, Yarrawonga, Victoria

### Y---
- Y--- (ABG) Aeroporto di Abingdon, Abingdon 17°40′S 143°12′E
- Y--- (ADO) Aeroporto di Andamooka, Andamooka 31°01′S 137°09′E
- Y--- (AGW) Aeroporto di Agnew, Agnew 12°09′S 142°09′E
- Y--- (AMX) Aeroporto di Ammaroo, Ammaroo 21°44′S 135°14′E
- Y--- (ANZ) Aeroporto di Angas Downs, Angas Downs 25°05′S 132°10′E
- Y--- (AVG) Aeroporto di Auvergne, Auvergne 15°45′S 129°55′E
- Y--- (AWN) Aeroporto di Alton Downs, Alton Downs 26°29′S 139°19′E
- Y--- (AWP) Aeroporto di Austral Downs, Austral Downs 20°20′S 137°15′E
- Y--- (AXL) Aeroporto di Alexandria, Alexandria (Territorio del Nord) 19°07′S 136°46′E
- Y--- (AYD) Aeroporto di Alroy Downs, Alroy Downs 19°18′S 135°57′E
- Y--- (AYL) Aeroporto di Anthony Lagoon, Anthony Lagoon 18°01′S 135°33′E
- Y--- (BBE) Aeroporto di Big Bell, Big Bell 27°25′S 117°40′E
- Y--- (BCK) Aeroporto di Bolwarra, Bolwarra 17°24′S 144°10′E
- Y--- (BCZ) Aeroporto di Bickerton Island, Bickerton Island 13°47′S 137°48′E
- Y--- (BDD) Aeroporto di Badu Island, Badu Island 10°07′S 142°08′E
- Y--- (BDW) Aeroporto di Bedford Downs, Bedford Downs 17°18′S 127°28′E
- Y--- (BEE) Aeroporto di Beagle Bay, Beagle Bay 12°59′S 141°36′E
- Y--- (BEO) Aeroporto di Newcastle, Newcastle, Nuovo Galles del Sud 33°02′S 151°40′E
- Y--- (BFC) Aeroporto di Bloomfield, Bloomfield 15°54′S 145°20′E
- Y--- (BHT) Aeroporto di Brighton Downs, Brighton Downs 23°30′S 141°38′E
- Y--- (BIP) Aeroporto di Bulimba, Bulimba 16°09′S 143°45′E
- Y--- (BIW) Aeroporto di Billiluna, Billiluna 19°35′S 127°38′E
- Y--- (BKP) Aeroporto di Barkly Downs, Barkly Downs 21°02′S 138°15′E
- Y--- (BMP) Aeroporto di Brampton Island, Brampton Island, Queensland 20°47′S 149°14′E
- Y--- (BRJ) Aeroporto di Bright, Bright 36°44′S 146°58′E
- Y--- (BTD) Aeroporto di Brunette Downs, Brunette Downs Template:Coor dm
- Y--- (BVW) Aeroporto di Batavia Downs, Batavia Downs 12°27′S 143°15′E
- Y--- (BVZ) Aeroporto di Beverley Springs, Beverley Springs 17°59′S 125°27′E
- Y--- (BYX) Aeroporto di Baniyala, Baniyala 13°12′S 136°14′E
- Y--- (BZP) Aeroporto di Bizant, Bizant 15°13′S 144°38′E
- Y--- (CBC) Aeroporto di Cherrabun, Cherrabun 18°40′S 125°22′E
- Y--- (CBI) Aeroporto di Cape Barren Island, Cape Barren Island, Tasmania
- Y--- (CBY) Aeroporto di Canobie, Canobie 19°38′S 140°55′E
- Y--- (CFH) Aeroporto di Clifton Hills, Clifton Hills 26°31′S 139°27′E
- Y--- (CFI) Aeroporto di Camfield, Camfield 17°09′S 131°21′E
- Y--- (CFP) Aeroporto di Carpentaria Downs, Carpentaria Downs 18°47′S 144°21′E
- Y--- (CGV) Aeroporto di Caiguna, Caiguna 32°16′S 125°28′E
- Y--- (CIE) Aeroporto di Collie, Collie 33°21′S 116°09′E
- Y--- (CML) Aeroporto di Camooweal, Camooweal 19°55′S 138°08′E
- Y--- (CNC) Aeroporto di Coconut Island, Coconut Island 10°03′S 143°04′E
- Y--- (COB) Aeroporto di Coolibah, Coolibah 15°40′S 130°58′E
- Y--- (COY) Aeroporto di Coolawanyah, Coolawanyah 21°48′S 117°46′E
- Y--- (CQP) Aeroporto di Cape Flattery, Cape Flattery 18°12′S 147°30′E
- Y--- (CRH) Aeroporto di Cherribah, Cherribah 27°39′S 151°57′E
- Y--- (CRJ) Aeroporto di Coorabie, Coorabie 31°54′S 132°18′E
- Y--- (CRY) Aeroporto di Carlton Hill, Carlton Hill 15°42′S 128°30′E
- Y--- (CSD) Aeroporto di Cresswell Downs, Cresswell Downs 17°58′S 135°55′E
- Y--- (CTR) Aeroporto di Cattle Creek, Cattle Creek 17°35′S 131°00′E
- Y--- (CWR) Aeroporto di Cowarie, Cowarie 27°43′S 138°20′E
- Y--- (CXQ) Aeroporto di Christmas Creek, Christmas Creek 18°55′S 125°55′E
- Y--- (DAJ) Aeroporto di Dauan Island, Dauan Island 9°26′S 142°31′E
- Y--- (DDI) Aeroporto di Daydream Island, Daydream Island, Queensland 20°10′S 148°11′E
- Y--- (DFP) Aeroporto di Drumduff, Drumduff 16°00′S 143°02′E
- Y--- (DKI) Aeroporto di Dunk Island, Dunk Island, Queensland 17°56′S 146°10′E
- Y--- (DLK) Aeroporto di Dulkaninna, Dulkaninna 29°01′S 139°28′E
- Y--- (DOX) Aeroporto di Dongara, Dongara 29°15′S 114°56′E
- Y--- (DVR) Aeroporto di Daly River, Daly River 13°45′S 130°41′E
- Y--- (DXD) Aeroporto di Dixie, Dixie 15°10′S 143°40′E
- Y--- (DYM) Aeroporto di Diamantina Lakes, Diamantina Lakes 23°52′S 141°15′E
- Y--- (DYW) Aeroporto di Daly Waters, Daly Waters 16°16′S 133°22′E
- Y--- (EDD) Aeroporto di Erldunda, Erldunda 25°15′S 133°12′E
- Y--- (EDR) Aeroporto di Edward River, Edward River, Queensland 14°54′S 141°37′E
- Y--- (EIH) Aeroporto di Einasleigh, Einasleigh 18°30′S 144°06′E
- Y--- (EKD) Aeroporto di Elkedra, Elkedra 21°02′S 135°15′E
- Y--- (ENB) Aeroporto di Eneabba, Eneabba 30°05′S 114°59′E
- Y--- (ETD) Aeroporto di Etadunna, Etadunna 28°43′S 138°38′E
- Y--- (EUC) Aeroporto di Eucla, Eucla 31°43′S 128°52′E
- Y--- (EVD) Aeroporto di Eva Downs, Eva Downs 18°05′S 134°52′E
- Y--- (EXM) Aeroporto di Exmouth Gulf, Exmouth Gulf 22°23′S 114°07′E
- Y--- (FIK) Aeroporto di Finke, Finke 25°35′S 134°36′E
- Y--- (FLC) Aeroporto di Falls Creek, Falls Creek, Victoria 34°59′S 150°36′E
- Y--- (FLY) Aeroporto di Finley, Finley (Australia) 35°39′S 145°35′E
- Y--- (FSL) Aeroporto di Fossil Downs, Fossil Downs 18°12′S 125°45′E
- Y--- (GBP) Aeroporto di Gamboola, Gamboola 16°33′S 143°40′E
- Y--- (GDD) Aeroporto di Gordon Downs, Gordon Downs 18°50′S 128°32′E
- Y--- (GFE) Aeroporto di Grenfell, Grenfell 33°54′S 148°10′E
- Y--- (GIC) Aeroporto di Boigu Island, Boigu Island 9°16′S 142°12′E
- Y--- (GKL) Aeroporto di Great Keppel Island, Great Keppel Island, Queensland 23°11′S 150°57′E
- Y--- (GLY) Aeroporto di Mount Goldsworthy, Mount Goldsworthy 20°05′S 119°40′E
- Y--- (GOS) Aeroporto di Gosford, Gosford 33°26′S 151°21′E
- Y--- (GSC) Aeroporto di Gascoyne Junction, Gascoyne Junction 25°03′S 115°12′E
- Y--- (GSN) Aeroporto di Mount Gunson, Mount Gunson 31°52′S 138°12′E
- Y--- (GTS) Aeroporto di Granites, Granites 26°58′S 133°37′E
- Y--- (GVP) Aeroporto di Greenvale Miner Lake, Greenvale Miner Lake 15°47′S 144°37′E
- Y--- (HAP) Aeroporto di Long Island, Long Island (Queensland), Queensland 19°10′S 147°40′E
- Y--- (HAT) Aeroporto di Heathlands, Heathlands 19°43′S 140°35′E
- Y--- (HIG) Aeroporto di Highbury, Highbury 16°26′S 143°09′E
- Y--- (HIH) Aeroporto di Hook Island, Hook Island 20°10′S 148°57′E
- Y--- (HIP) Aeroporto di Headingly, Headingly 21°19′S 138°18′E
- Y--- (HIS) Aeroporto di Hayman Island, Hayman Island, Queensland 20°04′S 148°52′E
- Y--- (HLL) Aeroporto di Hillside, Hillside 17°00′S 128°00′E
- Y--- (HLV) Aeroporto di Helenvale, Helenvale 15°41′S 145°12′E
- Y--- (HNK) Aeroporto di Hinchinbrook Island, Hinchinbrook Island 18°23′S 146°17′E
- Y--- (HPE) Aeroporto di Hope Vale, Hope Vale 14°40′S 144°55′E
- Y--- (HRN) Aeroporto diHeron Island Hlpt, Heron Island Hlpt 23°26′S 151°55′E
- Y--- (HRY) Aeroporto di Henbury, Henbury 24°40′S 133°05′E
- Y--- (HUB) Aeroporto di Humbert River, Humbert River 16°29′S 130°38′E
- Y--- (HWK) Aeroporto di Hawker Wilpena Pd, Hawker Wilpena Pd 31°53′S 138°24′E
- Y--- (IVW) Aeroporto di Inverway, Inverway 17°46′S 129°14′E
- Y--- (JFM) Eliporto di Fremantle, Fremantle 32°02′S 115°44′E
- Y--- (JHQ) Aeroporto di Shute Harbour, Shute Harbour, Queensland 20°17′S 148°45′E
- Y--- (JUR) Aeroporto di Jurien Bay, Jurien Bay 30°16′S 115°03′E
- Y--- (KAH) Eliporto di Melbourne City, Melbourne, Victoria 37°43′S 145°00′E
- Y--- (KBB) Aeroporto di Kirkimbie, Kirkimbie 17°46′S 129°13′E
- Y--- (KBD) Aeroporto di Kimberly Downs, Kimberly Downs 17°24′S 124°22′E
- Y--- (KBJ) Aeroporto di Kings Canyon, Kings Canyon, Territorio del Nord
- Y--- (KDB) Aeroporto di Kambalda, Kambalda 31°12′S 121°40′E
- Y--- (KDS) Aeroporto di Kamaran Downs, Kamaran Downs 24°20′S 139°10′E
- Y--- (KGR) Aeroporto di Kulgera, Kulgera 25°50′S 133°30′E
- Y--- (KKP) Aeroporto di Koolburra, Koolburra 15°35′S 143°57′E
- Y--- (KNI) Aeroporto di Katanning, Katanning 33°42′S 117°33′E
- Y--- (KOH) Aeroporto di Koolatah, Koolatah 15°58′S 142°25′E
- Y--- (KPP) Aeroporto di Kalpowar, Kalpowar 14°53′S 144°13′E
- Y--- (KRD) Aeroporto di Kurundi, Kurundi 20°30′S 134°38′E
- Y--- (KSV) Aeroporto di Springvale Kvernbergt, Springvale Kvernbergt 23°40′S 140°45′E
- Y--- (KUG) Aeroporto di Kubin Island, Kubin 10°15′S 142°13′E
- Y--- (KYF) Aeroporto di Yeelirrie, Yeelirrie 27°16′S 120°04′E
- Y--- (KYI) Aeroporto di Yalata Mission, Yalata Mission 31°29′S 131°52′E
- Y--- (LBH) Aeroporto di Sydney Palm Beach, Sydney Palm Beach 33°58′S 151°15′E
- Y--- (LCN) Aeroporto di Balcanoona, Balcanoona 30°32′S 139°19′E
- Y--- (LDC) Aeroporto di Lindeman Island, Lindeman Island 20°27′S 149°03′E
- Y--- (LDW) Aeroporto di Lansdowne, Lansdowne 17°35′S 126°50′E
- Y--- (LFP) Aeroporto di Lakefield, Lakefield 14°55′S 144°20′E
- Y--- (LIB) Aeroporto di Limbunya, Limbunya 17°20′S 129°50′E
- Y--- (LKD) Aeroporto di Lakeland Downs, Lakeland Downs 16°10′S 145°30′E
- Y--- (LLL) Aeroporto di Lissadel, Lissadel 16°30′S 128°40′E
- Y--- (LLP) Aeroporto di Linda Downs, Linda Downs 23°01′S 138°42′E
- Y--- (LNH) Aeroporto di Lake Nash, Lake Nash 21°00′S 137°55′E
- Y--- (LOC) Aeroporto di Lock, Lock 33°34′S 135°46′E
- Y--- (LTB) Aeroporto di Latrobe, Latrobe 41°14′S 146°24′E
- Y--- (LTP) Aeroporto di Lyndhurst, Lyndhurst 19°12′S 144°23′E
- Y--- (LTV) Aeroporto di Lotus Vale, Lotus Vale 17°05′S 141°22′E
- Y--- (LUT) Aeroporto di Laura Station, Laura Station 15°26′S 144°49′E
- Y--- (LUU) Aeroporto di Laura, Laura 15°40′S 144°10′E
- Y--- (LYT) Aeroporto di Lady Elliot Island, Lady Elliot Island 24°07′S 152°42′E
- Y--- (MBN) Aeroporto di Mount Barnett, Mount Barnett 16°40′S 125°57′E
- Y--- (MET) Aeroporto di Moreton, Moreton 12°45′S 142°46′E
- Y--- (MFL) Aeroporto di Mount Full Stop, Mount Full Stop 19°40′S 144°54′E
- Y--- (MFP) Aeroporto di Manners Creek, Manners Creek 22°06′S 137°59′E
- Y--- (MIH) Aeroporto di Mitchell Plateau, Mitchell Plateau 14°47′S 125°49′E
- Y--- (MIZ) Aeroporto di Mainoru, Mainoru 14°18′S 134°05′E
- Y--- (MJK) Aeroporto di Monkey Mia, Monkey Mia, Australia Occidentale
- Y--- (MJP) Aeroporto di Manjimup, Manjimup 34°14′S 116°09′E
- Y--- (MKV) Aeroporto di Mount Cavenagh, Mount Cavenagh 25°58′S 133°12′E
- Y--- (MLV) Aeroporto di Merluna, Merluna 13°04′S 142°27′E
- Y--- (MNE) Aeroporto di Mungaranie, Mungaranie 28°01′S 138°40′E
- Y--- (MNV) Aeroporto di Mountain Valley, Mountain Valley 14°07′S 133°50′E
- Y--- (MNW) Aeroporto di Macdonald Downs, Macdonald Downs 22°30′S 135°10′E
- Y--- (MQA) Aeroporto di Mandora, Mandora 19°50′S 120°50′E
- Y--- (MQE) Aeroporto di Marqua, Marqua 22°49′S 137°21′E
- Y--- (MRL) Aeroporto di Miners Lake, Miners Lake 20°04′S 145°35′E
- Y--- (MRT) Aeroporto di Moroak River Moroak, Moroak River Moroak 14°49′S 133°42′E
- Y--- (MSF) Aeroporto di Mount Swan, Mount Swan 22°40′S 134°55′E
- Y--- (MTD) Aeroporto di Mount Sandford, Mount Sandford 16°59′S 130°33′E
- Y--- (MUP) Aeroporto di Mulga Park, Mulga Park 25°51′S 131°36′E
- Y--- (MUQ) Aeroporto di Muccan, Muccan 20°38′S 120°02′E
- Y--- (MVH) Aeroporto di Macksville, Macksville 30°43′S 152°55′E
- Y--- (MVK) Aeroporto di Mulka, Mulka 28°21′S 138°39′E
- Y--- (MVU) Aeroporto di Musgrave, Musgrave 14°10′S 143°41′E
- Y--- (MWT) Aeroporto di Moolawatana, Moolawatana 29°55′S 139°43′E
- Y--- (MWY) Aeroporto di Miranda Downs, Miranda Downs 17°22′S 141°52′E
- Y--- (MXD) Aeroporto di Marion Downs, Marion Downs 23°30′S 139°40′E
- Y--- (MXQ) Aeroporto di Mitchell River, Mitchell River 15°40′S 141°48′E
- Y--- (MYI) Aeroporto di Murray Islands, Murray Islands 9°56′S 144°01′E
- Y--- (MYO) Aeroporto di Myroodah, Myroodah 18°12′S 124°12′E
- Y--- (NBH) Aeroporto di Nambucca Heads, Nambucca Heads 30°39′S 153°00′E
- Y--- (NDS) Aeroporto di Sandstone, Sandstone 28°00′S 119°15′E
- Y--- (NKB) Aeroporto di Noonkanbah, Noonkanbah 18°30′S 124°50′E
- Y--- (NLF) Aeroporto di Darnley Island, Darnley Island 9°34′S 143°45′E
- Y--- (NLL) Aeroporto di Nullagine, Nullagine 21°45′S 120°12′E
- Y--- (NLS) Aeroporto di Nicholson, Nicholson 18°02′S 128°54′E
- Y--- (NMP) Aeroporto di New Moon, New Moon 20°10′S 143°58′E
- Y--- (NPP) Aeroporto di Napperby, Napperby 22°38′S 132°50′E
- Y--- (NRG) Aeroporto di Narrogin, Narrogin 32°56′S 117°10′E
- Y--- (NRY) Aeroporto di Newry, Newry 16°05′S 129°20′E
- Y--- (NSA) Aeroporto di Noosa, Noosa 26°15′S 153°10′E
- Y--- (NSV) Aeroporto di Noosaville, Noosaville 26°24′S 153°04′E
- Y--- (NUR) Aeroporto di Nullarbor, Nullarbor 31°26′S 130°55′E
- Y--- (OBA) Aeroporto di Oban, Oban 21°14′S 139°02′E
- Y--- (ODL) Aeroporto di Cordillo Downs, Cordillo Downs 26°50′S 140°45′E
- Y--- (ODR) Aeroporto di Ord River, Ord River 17°21′S 128°54′E
- Y--- (OKB) Aeroporto di Orchid Beach Fraser Island, Orchid Beach Fraser Island 25°00′S 153°17′E
- Y--- (OKR) Aeroporto di Yorke Islands, Yorke Islands 9°44′S 143°25′E
- Y--- (ORR) Aeroporto di Yorketown, Yorketown 35°02′S 137°36′E
- Y--- (ORS) Aeroporto di Orpheus Island Resort Waterport, Orpheus Island Resort Waterport 18°38′S 146°29′E
- Y--- (OXO) Aeroporto di Orientos, Orientos 28°08′S 141°32′E
- Y--- (OYN) Aeroporto di Ouyen, Ouyen 32°04′S 142°20′E
- Y--- (PDE) Aeroporto di Pandie Pandie, Pandie Pandie 26°08′S 139°23′E
- Y--- (PDN) Aeroporto di Parndana, Parndana 35°48′S 137°13′E
- Y--- (PEA) Aeroporto di Penneshaw, Penneshaw 35°44′S 137°56′E
- Y--- (PEP) Aeroporto di Peppimenarti, Peppimenarti 14°09′S 130°06′E
- Y--- (PEY) Aeroporto di Penong, Penong 31°55′S 133°01′E
- Y--- (PHJ) Aeroporto di Port Hunter, Port Hunter 32°55′S 151°46′E
- Y--- (PRD) Aeroporto di Pardoo, Pardoo 20°08′S 119°35′E
- Y--- (PTE) Aeroporto di Port Stephens, Port Stephens 32°45′S 153°48′E
- Y--- (PTI) Aeroporto di Port Douglas, Port Douglas 16°29′S 145°27′E
- Y--- (QBW) Aeroporto di Batemans Bay, Batemans Bay 35°43′S 150°11′E
- Y--- (QLE) Aeroporto di Leelon Off-Line Point, Leelon Off-Line Point, Nuovo Galles del Sud
- Y--- (QRX) Aeroporto di Narooma, Narooma 36°14′S 150°03′E
- Y--- (QZC) Aeroporto di Smiggin Holes, Smiggin Holes 36°30′S 148°15′E
- Y--- (RBU) Aeroporto di Roebourne, Roebourne 20°46′S 117°09′E
- Y--- (RCN) Aeroporto di American River, American River 35°47′S 137°47′E
- Y--- (RDA) Aeroporto di Rockhampton Downs, Rockhampton Downs 18°57′S 135°12′E
- Y--- (RHL) Aeroporto di Roy Hill, Roy Hill 22°38′S 119°58′E
- Y--- (RKY) Aeroporto di Rokeby, Rokeby 13°39′S 142°37′E
- Y--- (RLP) Aeroporto di Rosella Plains, Rosella Plains 18°26′S 144°28′E
- Y--- (ROH) Aeroporto di Robinhood, Robinhood 18°51′S 143°42′E
- Y--- (RPB) Aeroporto di Roper Bar, Roper Bar 14°45′S 134°33′E
- Y--- (RPV) Aeroporto di Roper Valley, Roper Valley 15°02′S 134°02′E
- Y--- (RRV) Aeroporto di Robinson River, Robinson River 16°45′S 136°55′E
- Y--- (RSE) Aeroporto di Sydney Rose Bay, Sydney Rose Bay 33°48′S 151°13′E
- Y--- (RTY) Aeroporto di Merty, Merty 29°00′S 138°44′E
- Y--- (SBR) Aeroporto di Saibai Island, Saibai Island 9°24′S 142°40′E
- Y--- (SCG) Aeroporto di Spring Creek, Spring Creek 18°38′S 144°33′E
- Y--- (SFP) Aeroporto di Surfers Paradise, Surfers Paradise 28°00′S 153°26′E
- Y--- (SGP) Aeroporto di Shay Gap, Shay Gap 20°29′S 120°06′E
- Y--- (SHU) Aeroporto di Smith Poin, Smith Point 11°10′S 133°50′E
- Y--- (SIX) Aeroporto di Singleton, Singleton, Nuovo Galles del Sud 32°34′S 151°10′E
- Y--- (SOI) Aeroporto di South Molle Island, South Molle Island, Queensland 20°00′S 149°00′E
- Y--- (SQP) Aeroporto di Starcke, Starcke 14°12′S 147°10′E
- Y--- (SRM) Aeroporto di Sandringham, Sandringham 24°03′S 139°04′E
- Y--- (SSK) Aeroporto di Sturt Creek, Sturt Creek 19°20′S 128°08′E
- Y--- (SSP) Aeroporto di Silver Plains, Silver Plains 13°59′S 143°33′E
- Y--- (STF) Aeroporto di Stephen Island, Stephen Island 9°30′S 143°34′E
- Y--- (STH) Aeroporto di Strathmore, Strathmore 17°50′S 142°32′E
- Y--- (SVM) Aeroporto di St. Paul's Mission, St. Paul's Mission 10°12′S 142°18′E
- Y--- (SWB) Aeroporto di Shaw River, Shaw River 21°31′S 119°22′E
- Y--- (SYU) Aeroporto di Sue Island Warraber, Sue Island Warraber 10°31′S 142°22′E
- Y--- (TAN) Aeroporto di Tangalooma Brisbane, Tangalooma Brisbane 27°08′S 153°24′E
- Y--- (TAQ) Aeroporto di Tarcoola, Tarcoola 30°41′S 134°33′E
- Y--- (TBL) Aeroporto di Tableland, Tableland 17°18′S 126°50′E
- Y--- (TGN) Aeroporto di Traralgon, Traralgon, Victoria 38°12′S 146°32′E
- Y--- (TIS) Aeroporto di Thursday Island, Thursday Island, Queensland 10°35′S 142°17′E
- Y--- (TKY) Aeroporto di Turkey Creek, Turkey Creek 17°03′S 128°12′E
- Y--- (TPR) Aeroporto di Tom Price, Tom Price 22°39′S 117°40′E
- Y--- (TWN) Aeroporto di Tewantin, Tewantin 26°10′S 154°10′E
- Y--- (TWP) Aeroporto di Torwood, Torwood 17°22′S 143°45′E
- Y--- (TXR) Aeroporto di Tanbar, Tanbar 25°55′S 141°55′E
- Y--- (TYP) Aeroporto di Tobermorey, Tobermorey 22°17′S 137°58′E
- Y--- (UBB) Aeroporto di Mabuiag Island, Mabuiag Island 9°57′S 142°11′E
- Y--- (UDA) Aeroporto di Undarra, Undarra 18°11′S 144°36′E
- Y--- (USL) Aeroporto di Useless Loop, Useless Loop, Australia Occidentale 25°58′S 113°07′E
- Y--- (UTD) Aeroporto di Nutwood Downs, Nutwood Downs 15°50′S 134°10′E
- Y--- (WAN) Aeroporto di Waverney, Waverney 25°22′S 141°56′E
- Y--- (WAU) Aeroporto di Wauchope, Wauchope 31°27′S 152°44′E
- Y--- (WAV) Aeroporto di Wave Hill Kalkgurung, Wave Hill Kalkgurung 17°39′S 130°53′E
- Y--- (WAZ) Aeroporto di Warwick, Warwick 28°09′S 151°57′E
- Y--- (WBA) Aeroporto di Warraber Island, Warraber Island 10°18′S 142°41′E
- Y--- (WHL) Aeroporto di Welshpool, Welshpool 38°41′S 146°27′E
- Y--- (WLA) Aeroporto di Wallal, Wallal 19°46′S 120°39′E
- Y--- (WLC) Aeroporto di Walcha, Walcha 30°59′S 151°36′E
- Y--- (WLL) Aeroporto di Wollogorang, Wollogorang 17°13′S 137°55′E
- Y--- (WLO) Aeroporto di Waterloo, Waterloo 16°38′S 129°19′E
- Y--- (WND) Aeroporto di Windarra, Windarra 28°16′S 121°50′E
- Y--- (WOG) Aeroporto di Woodgreen, Woodgreen 22°30′S 134°15′E
- Y--- (WRW) Aeroporto di Warrawagine, Warrawagine 20°58′S 120°42′E
- Y--- (WSY) Aeroporto di Airlie Beach, Airlie Beach, Queensland 20°17′S 148°47′E
- Y--- (WWI) Aeroporto di Woodie Woodie, Woodie Woodie 21°38′S 121°14′E
- Y--- (XML) Aeroporto di Minlaton, Minlaton 34°46′S 137°36′E
- Y--- (XMY) Aeroporto di Yam Island, Yam Island 10°29′S 142°27′E
- Y--- (YLG) Aeroporto di Yalgoo, Yalgoo 28°21′S 116°40′E
- Y--- (ZBL) Aeroporto di Biloela, Biloela 24°24′S 150°30′E
- Y--- (ZVG) Aeroporto di Springvale, Springvale 17°48′S 127°38′E